# Hofeshaus Lütterkus-Heidt

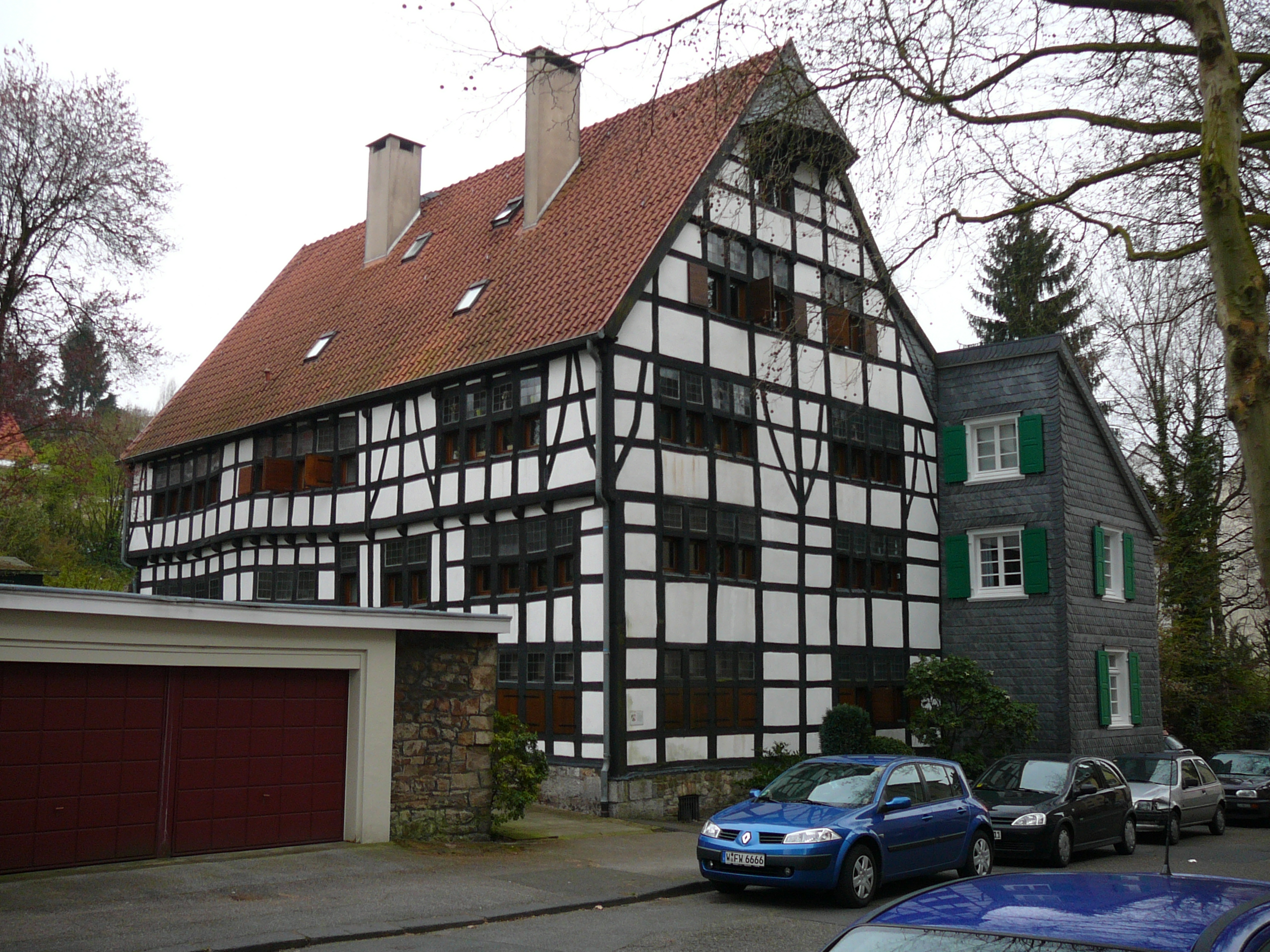
Das Hofeshaus Lütterkus-Heidt, Vorderseite („unterer Teil“), 2008

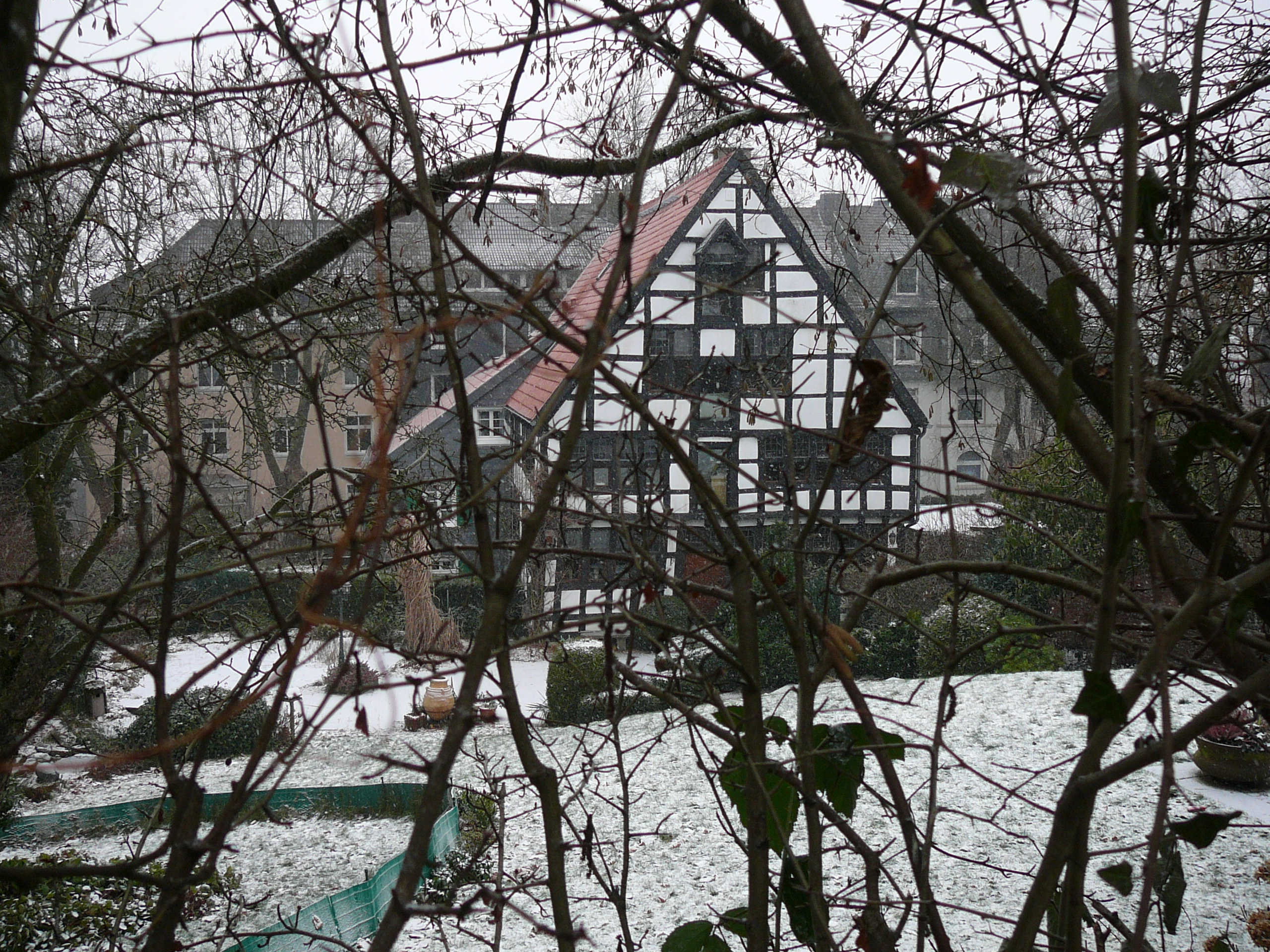
Rückseite („oberer Teil“), 2009

Das Hofeshaus Lütterkus-Heidt ist das vermutlich älteste erhaltene Fachwerkhaus in Wuppertal-Barmen. In der Barmer Südstadt gilt es als das einzige bauliche Zeugnis bäuerlicher Vergangenheit, das nach der Wohnbebauung des 19. Jahrhunderts sowie den Bombenangriffen im Zweiten Weltkrieg erhalten geblieben ist. Das Renaissance-Haus wurde 1984 unter Schutz gestellt und unter der Nummer 67 in die Wuppertaler Denkmalliste eingetragen. Sein Standort ist die Emilstraße 44/46.

## Geschichte

### Frühe Neuzeit
Das Gebäude wurde um das Jahr 1600 von dem Garnbleicher Peter Lüttringhaus und seiner Frau Katharina am Heid auf dem oberen Heidt erbaut. Die vor ihrer Heirat bereits einmal verwitwete Katharina war gemeinsam mit ihrem Bruder Heinrich Grundbesitzerin des Anwesens; ihr Bruder blieb im väterlichen Hof am unteren Heidt. Die Bezeichnung Lütterkus, die dem Haus den Namen gab, kann als Dialekt-Lesart des Familiennamens Lüttringhaus gesehen werden.
Unter den Bleichern in Barmen dürfte Lüttringhaus einer der wohlhabenderen gewesen sein, wobei die wirtschaftliche Situation Anfang des 17. Jahrhunderts für die Bleicher und Elberfeld und Barmen insgesamt zunächst gut war. Von der 1612 bis 1619 in der Region grassierenden Pest wurde die Familie, zu der fünf Kinder überliefert sind, verschont. Auch die ersten Jahre des Dreißigjährigen Krieges ließen den Hof und die darauf lebenden Menschen dank seiner abgelegenen Lage weitestgehend unbehelligt. Erst als 1628 schwedische Truppen ihr Winterquartier in den Hofanlagen nahmen, kam es zu Plünderungen und Todesfällen. Es ist unklar, ob Peter Lüttringhaus bei diesen Vorkommnissen ums Leben kam; sicher ist, dass er zwischen 1620 und 1649 verstarb. Im Jahr 1642 gab es erneute Plünderungen, diesmal durch kaiserliche Truppen.
Der Hof wurde an den ältesten Sohn Peter vererbt, der das väterliche Bleicherhandwerk weiter ausübte. Über Generationen hinweg wurde der Hof innerhalb der Familie Lüttringhaus (später Erbslöh) vererbt. Etwa um 1672 erfolgte eine Besitzteilung des Gebäudes innerhalb der Familie in einen „oberen“ und einen „unteren“ Teil.

### Industrialisierung und Siedlungsbau

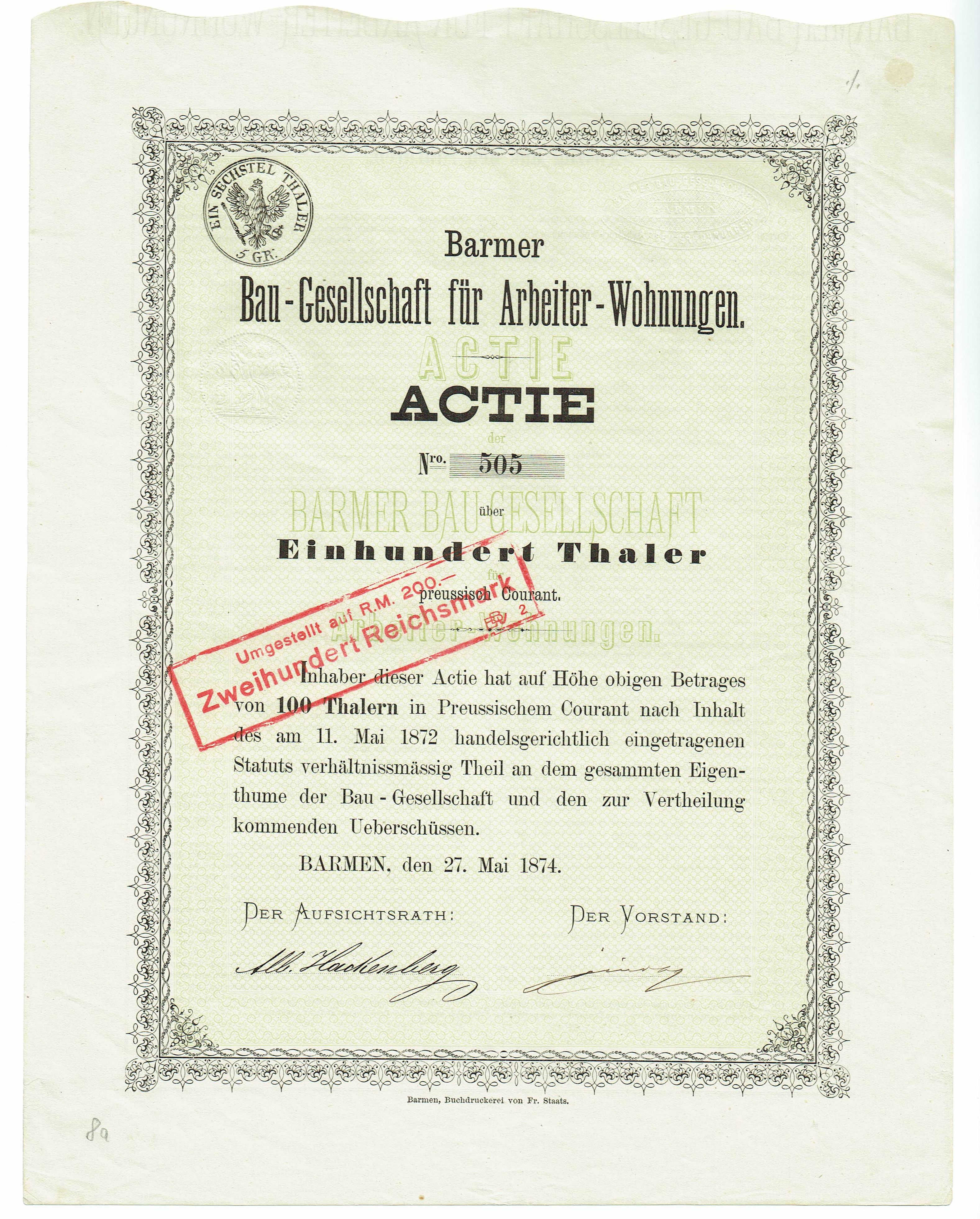
Aktie über 100 Thaler der Barmer Bau-Gesellschaft für Arbeiter-Wohnungen vom 27. Mai 1874

Seit der beginnenden Industrialisierung und der Einwohnerentwicklung infolge des starken Zuzugs von Arbeitern wurde der Heidt siedlungsbaulich erschlossen; die Gebäude des Hofes dienten in dieser Zeit zunehmend auch als Mietwohnungen. Seit 1872 bebaute die Barmer Baugesellschaft für Arbeiterwohnungen die Umgebung des Hofes und die letzten Wiesen des ehemaligen Bleichbetriebes. Um 1922 beherbergten die beiden Teile des Hauses über zehn Mietparteien.
Der obere, eher südliche Teil des Gebäudes verblieb trotz komplizierter Eigentumsverhältnisse in der Familie, bis er 1782 versteigert und von Johann Peter Nagel erworben wurde. Nagel hatte sich aber finanziell übernommen, das Nagelsche Anwesen (dazu gehörte auch der Hof Lichtenscheidt in der Kohlenstr. 18 und die gegenüberliegenden Bleicherteiche in der heutigen Lönsstraße) ging bald darauf in den Besitz der Witwe Karthaus, die ihrerseits alles 1795 an Johann Matthias Wüster verpachtete – zunächst für acht Jahre. Aber schon 1798 kaufte Wüster das Anwesen – um die Jahrhundertwende zum 20. Jahrhundert war die Familie Wüster in dritter Generation Eigentümer des oberen Teils.
Ein kinderloser Erbe des unteren Hausteils verkaufte diesen 1909 an Karl Leinberger. Im Jahr 1930 war jedoch der Bauunternehmer Samuel Schutte, verheiratet mit Martha Wüster, einer Enkelin des Erwerbers Johann Matthias Wüster, im Grundbuch eingetragen.

### 20. Jahrhundert
Im Jahr 1928 gerieten die beiden Hälften des Hofes nach fast 270 Jahren durch Verkauf des unteren Teils wieder an einen einzelnen Eigentümer, den Erben der Familie Wüster, der bereits den oberen Teil besessen hatte.
Der Luftangriff vom 30. Mai 1943 zerstörte die Barmer Südstadt fast vollständig, insbesondere die verbliebenen Fachwerkhäuser verbrannten bis auf die Grundmauern. Die Emilstraße mit Haus Lütterkus-Heidt wurde verschont. Nach dem Krieg (1952) kaufte den unteren Teil des Gebäudes Emil Wüstermann, dessen Ehefrau Selma, geb. Wüster, bereits mit der Erbengemeinschaft Wüster Miteigentümerin beider Hausteile war. Das Hofeshaus beherbergte bedingt durch die Wohnungsnot bis Mitte der 1950er Jahre bis zu 20 Mietparteien. Das „Wirtschaftswunder“ führte zu mehr modernen Wohnraum auf dem Heidt und dadurch zu einem Verfall des Gebäudes. Es entsprach nicht mehr den modernen Ansprüchen an Wohnungen, galt Mitte der 1970er Jahre als „Schandfleck“ und war – Jahre vor Inkrafttreten des ersten Denkmalschutzgesetzes in Nordrhein-Westfalen – sogar vom Abriss bedroht. Nach dem Tod von Kurt Wüstermann, Sohn und Erbe des Emil Wüstermann (unteres Hausteil) und Miteigentümer durch Mitgliedschaft der Erbengemeinschaft Wüster (oberes Hausteil) zog 1977 der letzte Mieter aus dem unbewohnbar gewordenen Haus aus, in der Folge verschwanden historische Ausstattungsstücke aus dem leerstehenden Haus. Im Gespräch war danach eine Translozierung ins Freilichtmuseum Kommern (andere Angaben: auf Schloss Lüntenbeck). Im Juli 1978 verkauften dann die Erbengemeinschaften Wüster und Wüstermann beide Hälften an den Architekten Dieter Reichardt. Erst jetzt war es möglich, Landesmittel für die Instandsetzung des im Grunde wertvollen Fachwerkhauses zu beantragen, aber auch Dieter Reichardt hat sich wohl übernommen.
Erst der Verkauf an Albert Schleberger und Horst Volmer brachte den Durchbruch. Nach einer neun Jahre andauernden, 1,2 Millionen DM teuren denkmalgerechten Restaurierung entstanden schließlich fünf Wohneinheiten. Im Mai 1986 fand das Richtfest für das restaurierte Gebäude statt, das am 8. Oktober 1986 mit einem Straßenfest eingeweiht wurde. Es gilt heute als „Schmuckstück des Viertels“.

## Baubeschreibung

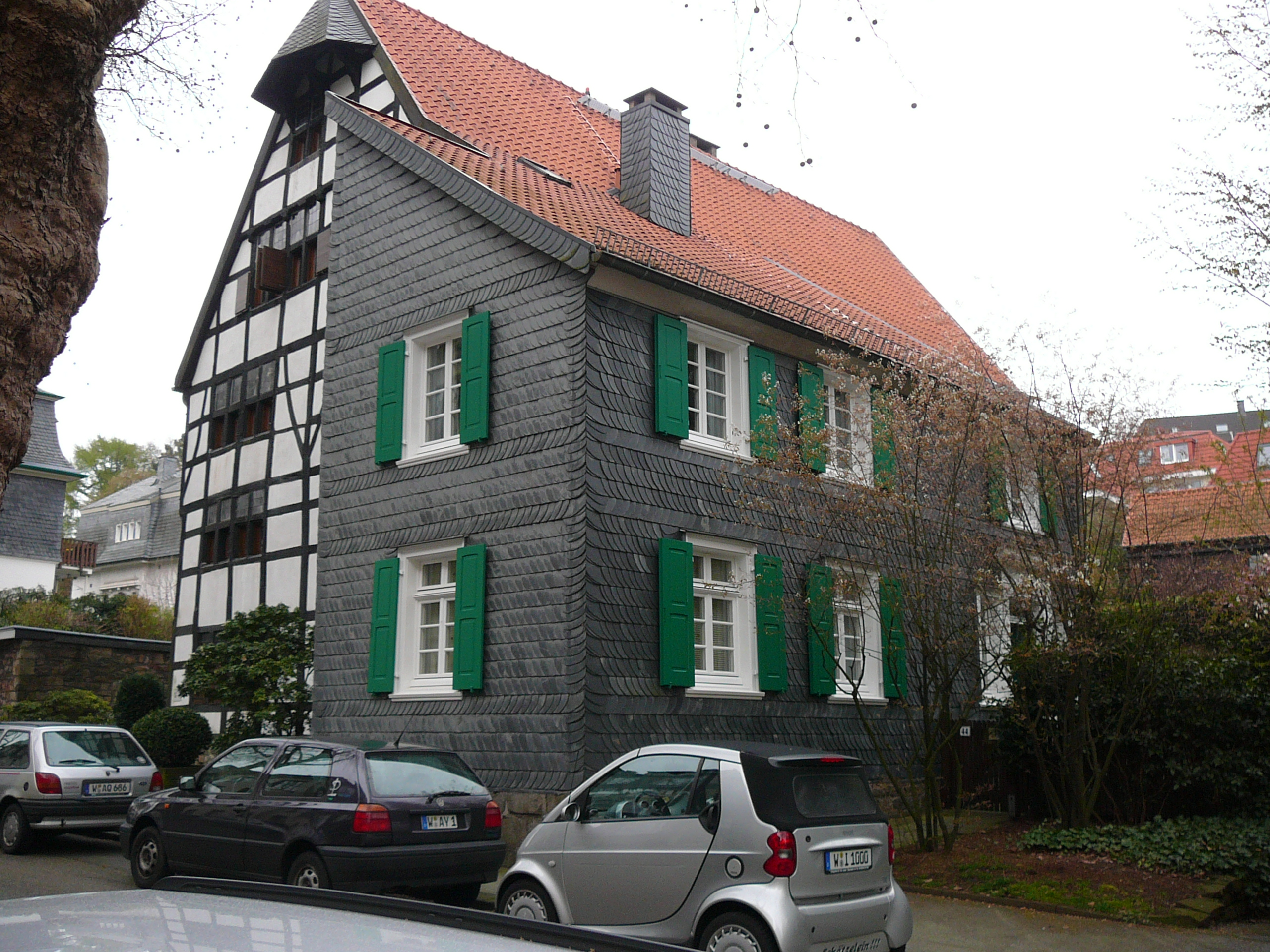
Der Anbau aus dem 19. Jahrhundert

Das Gebäude in Hanglage ist zwei- bis dreigeschossig; es besteht aus dem Fachwerk-Haupthaus und einem vorspringenden Anbau aus dem ersten Viertel des 19. Jahrhunderts, dessen Fassade mit Schiefer verkleidet ist und sich mit einem Schleppdach an das Hauptgebäude anschließt. Es hat rund 300 sehr unterschiedliche Fenster und andere Gebäudeöffnungen, die Wohnfläche beträgt nach der Restaurierung etwa 500 Quadratmeter.
Erhaltene Bestandteile im Inneren sind ein hoher Gewölbekeller auf der Bergseite des Gebäudes sowie die Küche mit erhaltener Feuerstätte. Diese trägt die Hausmarke des Erbauers Lütterkus-Heidt „PLH“ und ist die größte noch voll funktionsfähige Renaissanceherdstelle Nordrhein-Westfalens.